# Serge Thill
Serge Thill (Lussemburgo, 29 gennaio 1969) è un allenatore di calcio ed ex calciatore lussemburghese, di ruolo attaccante.

## Biografia
È padre dei calciatori professionisti Sébastien, Olivier e Vincent.

## Carriera

### Giocatore

#### Club
Ha giocato nella prima divisione lussemburghese.
In carriera ha giocato 2 partite in Champions League (nell'edizione 1991-1992 del torneo), 4 partite in Coppa delle Coppe, e 7 partite (con anche 2 reti segnate) nei turni preliminari di Coppa UEFA.

### Nazionale
Tra il 1992 ed il 1998 ha giocato complessivamente 14 partite nella nazionale lussemburghese.

## Palmarès

### Giocatore

#### Competizioni nazionali
- Campionato lussemburghese: 2

Union Luxembourg: 1991-1992
Grevenmacher: 2002-2003
- Coppa del Lussemburgo: 2

Grevenmacher: 1997-1998, 2002-2003